# Miščiće
Miščiće (Servisch cyrillisch Мишчиће) is een plaats in de Servische gemeente Novi Pazar. De plaats telt 231 inwoners (2002).